# Надаш (Арад)
Надаш (рум. Nadăș) насеље је у Румунији у округу Арад у општини Тауц. Oпштина се налази на надморској висини од 184 m.

## Прошлост
Године 1610. Надаш је један од бројних поседа српских племића Бранковића из Липове. Гроф Јован Бранковић је био наследник имања српског Деспота Ђорђа Бранковића.
Аустријски царски ревизор Ерлер је 1774. године констатовао да "Дубоки Надош" припада Барачком округу, Липовског дистрикта. Становништво је претежно влашко. Када је 1797. године пописан православни клир у месту "Дубокиј Надош" је службовао само један свештеник. Парох, поп Живан Бранковић (рукоп. 1779) говорио је српским и румунским језиком.
Почетком 20. века ту живи 9 Срба становника. А само неколико деценија раније - 10. августа 1868. године по царском Рескрипту ту је била српска православна црквена општина са 500 душа. Било је то у 19. веку чисто српско место, у којем се само српским језиком говорило.

## Становништво
Према подацима из 2002. године у насељу је живело 974 становника, од којих су сви румунске националности.